# Пюже-Тенье
Пюже́-Тенье́ (фр. Puget-Théniers) — коммуна на юго-востоке Франции в регионе Прованс — Альпы — Лазурный берег, департамент Приморские Альпы, округ Ницца, кантон Ванс. До марта 2015 года коммуна являлась административным центром упразднённого кантона Пюже-Тенье (округ Ницца).
Площадь коммуны — 9,76 км², население — 1836 человек (2006) с тенденцией к стабилизации: 1840 человек (2012), плотность населения — 188,5 чел/км².

## Население
Население коммуны в 2011 году составляло — 1820 человек, а в 2012 году — 1840 человек.
| 1962 | 1968 | 1975 | 1982 | 1990 | 1999 | 2004 | 2006 | 2009 | 2011 | 2012 |
| ---- | ---- | ---- | ---- | ---- | ---- | ---- | ---- | ---- | ---- | ---- |
| 1415 | 1488 | 1438 | 1446 | 1703 | 1533 | 1796 | 1836 | 1815 | 1820 | 1840 |

Динамика численности населения:

## Экономика
В 2010 году из 1059 человек трудоспособного возраста (от 15 до 64 лет) 736 были экономически активными, 323 — неактивными (показатель активности 69,5 %, в 1999 году — 69,6 %). Из 736 активных трудоспособных жителей работали 675 человек (351 мужчина и 324 женщины), 61 числились безработными (31 мужчина и 30 женщин). Среди 323 трудоспособных неактивных граждан 76 были учениками либо студентами, 116 — пенсионерами, а ещё 131 — были неактивны в силу других причин.
На протяжении 2010 года в коммуне числилось 712 облагаемых налогом домохозяйств, в которых проживало 1654,0 человека. При этом медиана доходов составила 16 тысяч 725 евро на одного налогоплательщика.